# Dungeons & Dragons
Dungeons & Dragons (zkráceně D&D nebo DnD) je stolní fantasy hra na hrdiny (přesněji TTRPG). Není sice první hrou v tomto žánru, ale masivně ho zpopuralizovala. Původní Dungeons & Dragons bylo vytvořené Garym Gygaxem a Davem Arnesonem a v roce 1974 vydáno Gygaxovou firmou Tactical Studies Rules (TSR). Dnes je celá značka vlastněná firmou Wizards of the Coast. Publikace D&D je obecně považována za počátek moderních her na hrdiny a v širším smyslu počátek celého RPG a MMORPG průmyslu.

## Princip hry
Dungeons and dragons se hraje ve skupině minimálně dvou, ale spíše tří lidí. Vrchní limit počtu hráčů pak záleží na dohodě ve skupině, ale většinou nepřekročí šest účastníků. Většina hráčů hraje za postavy (hrdiny), které si tradičně vytváří sami, při hraní za tyto hrdiny potom zažívají různá dobrodružství. Cokoliv co není hráčská postava má potom na starosti jeden hráč nazývaný Dungeon Master (DM), česky vypravěč či pán jeskyně. Ten vymýšlí prostředí, příběhy a postavy se kterými ostatní hráči interagují, také musí všechny tyto věci popisovat případně za ně hrát. 

### Gameplay/hratelnost
Hraní Dungeons and dragons se dělí na dva oddělené sety pravidel, které se mezi sebou dle potřeby střídají.
- Role play aneb samotné hraní za postavy. V této části hry nejsou pravidla tolik důležitá, jde hlavně o hraní charakteru své postavy a promlouvání s nehráčskými postavami (NPC) nebo prozkoumávání okolí. Jsou zde samozřejmě limitace, které udává DM.
- Boj - souboje v DnD se hrají na kola. V každém kole má hráč, nebo nepřátelské NPC, omezený počet akcí které může udělat a jejich pořadí se rozhoduje hodem kostkou.

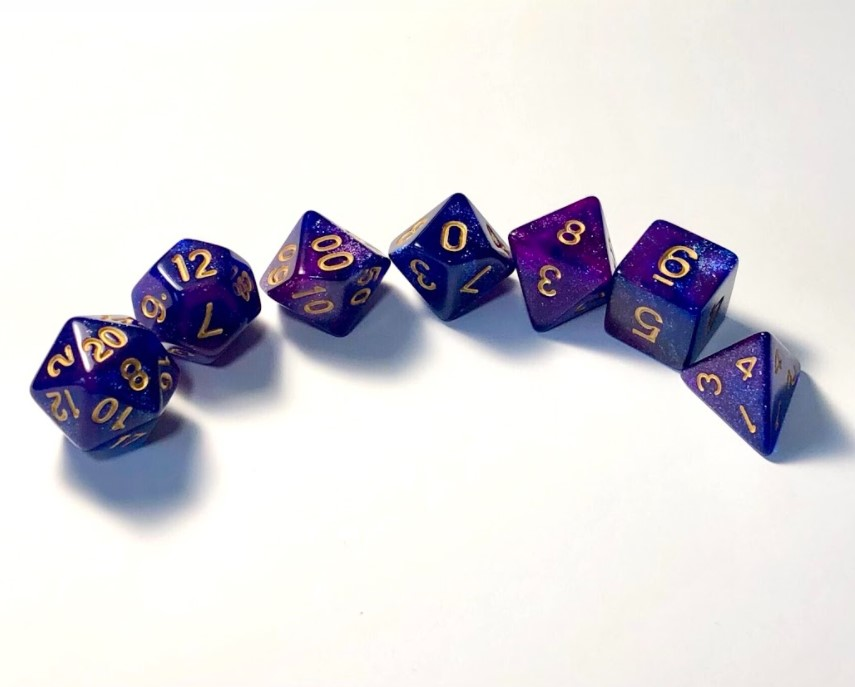
D&D používá k řešení herních událostí mnohoúhelníkové kostky. Ty jsou označeny písmenem „d“ následovaným počtem stran. Zleva doprava jsou zobrazeny: d20, d12, d%, d10, d8, d6 a d4. Kostky d% a d10 lze hodit společně pro získání čísla mezi 1 a 100.

Drtivá většina všeho co se děje se odehrává v hlavě hráčů. Aby to ale nebyl neřízený chaos, každá postava má svoji podobu na papíře. Tam jsou zaznamenány všechny přednosti, slabosti, schopnosti a vybavení jednotlivých hrdinů. Také každá akce není samozřejmá a tak se na úspěch náročných akcí hází kostkou (nejčastěji dvacetistěnkou - d20).
Hráči D&D si vytvářejí fiktivní postavy, které se vydávají na imaginární dobrodružství ve fantasy světě. Postavy tvoří družinu, která jedná s obyvateli světa (a postavy jednají navzájem). Společně pak bojují s rozličnými druhy fiktivních nestvůr, řeší záhady a problémy, získávají poklady a vědomosti. V průběhu hry získávají postavy zkušenostní body, čímž se v průběhu několika sezení stávají stále mocnějšími. D&D se od tradičních figurkových válečných her odlišuje v tom ohledu, že přiděluje každému hráči ve hře konkrétní postavu, a nikoliv celé legie nebo armády. D&D také přináší koncept Pána jeskyně (v orig. Dungeon Master, zkracováno DM nebo PJ), což je vypravěč a rozhodčí, zodpovědný za tvorbu fiktivního prostředí hry, usměrňování hráčských postav a ztvárnění podpůrných elementů – cizích (nehráčských) postav apod.
Hra se obvykle vyvíjí v průběhu řady setkání hráčů a PJ, v kterémžto případě se nazývá tažením, sezením nebo kampaní. Obvykle hraje hráč jen jednu postavu, byť některé hry umožňují jich ztvárnit najednou i více. Hráči a PJ sledují vývoj činnosti postavy, její charakteristiky a majetky s použitím papíru a tužky, případně jejich elektronického ekvivalentu. Vydaná pravidla hry vysvětlují, jak vytvořit a vybavit postavu, jak fungují její síly a schopnosti, jak probíhají různá jednání a boj a stejně tak i magické předměty a kouzla, pro tento žánr typická. Leč pravidla také vyzývají PJ, aby je upravil tak, aby vyhovovaly jak prostředí, tak i skupině hráčů, s nimiž hraje.
Hra byla inspirací pro řadu dalších her podobného typu, v České republice například inspirovala tvůrce hry Dračí doupě (DrD) či Dračí doupě Plus (DrD+). Existují i fanouškovské překlady různých edic této hry, i té nejnovější, páté edice.
Nakladatelství Mytago vydalo na konci roku 2021 hru Jeskyně a draci, vytvořenou na základě OGL licence páté edice Dungeons & Dragons.